# Dutch Open 1971
Die Dutch Open 1971 im Badminton fanden vom 13. bis zum 14. Februar 1971 in der Duinwijckhal in Haarlem statt.

## Finalergebnisse
| Disziplin    | Sieger                     | Finalist                    | Ergebnis            |
| ------------ | -------------------------- | --------------------------- | ------------------- |
| Herreneinzel | Svend Pri                  | Elo Hansen                  | 10-15, 15-11, 15-10 |
| Dameneinzel  | Eva Twedberg               | Gillian Gilks               | 11-3, 7-11, 12-11   |
| Herrendoppel | Erland Kops Svend Pri      | Derek Talbot Elliot Stuart  | 15-11, 15-5         |
| Damendoppel  | Judy Hashman Gillian Gilks | Ulla Strand Karin Jørgensen | 15-6, 15-2          |
| Mixed        | Derek Talbot Gillian Gilks | Svend Pri Ulla Strand       | 15-4, 6-15, 17-16   |